# Shen Fuzong

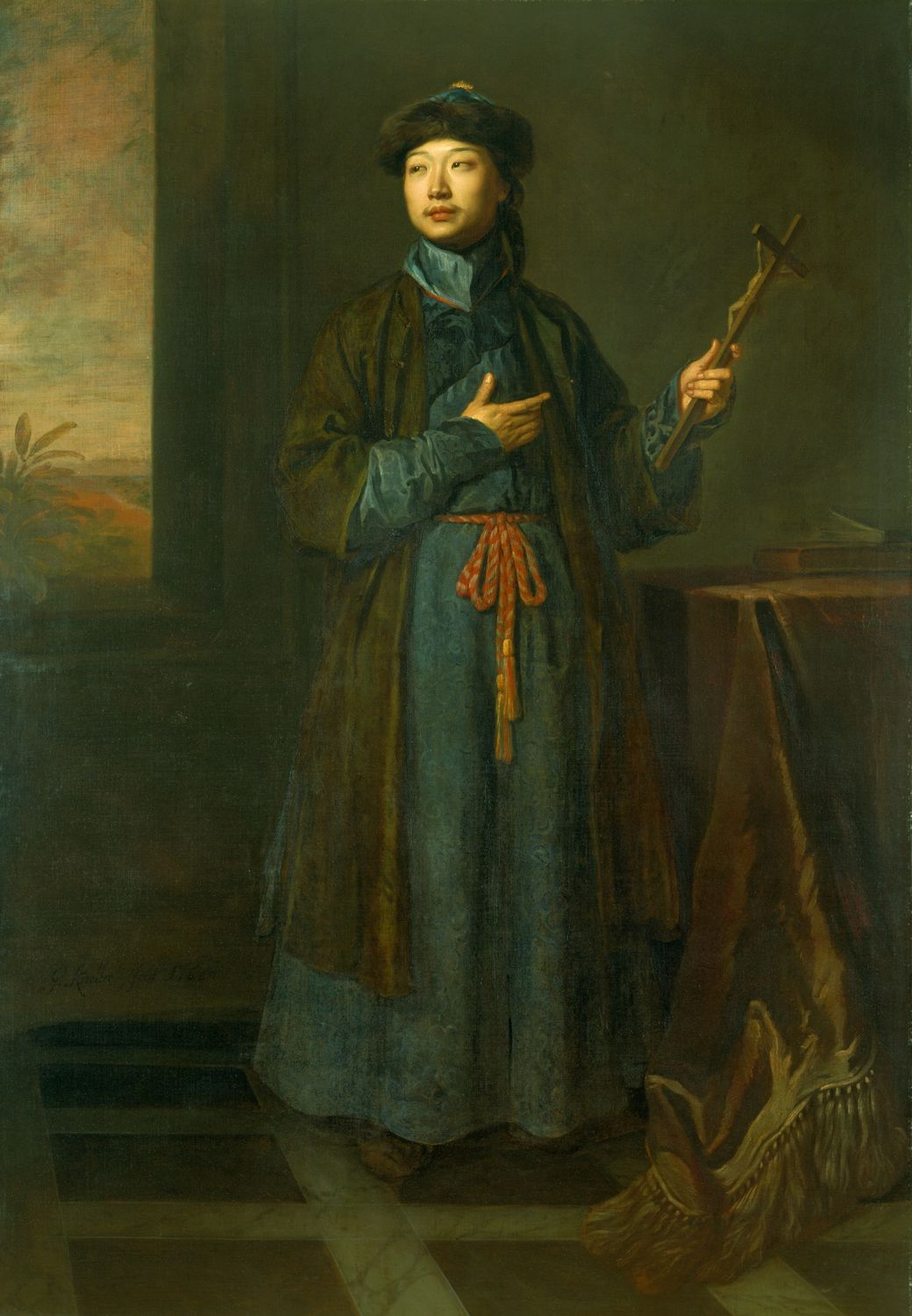
Le converti chinois peint par Godfrey Kneller, 1687. Shen Fuzong pose dans une tenue apportée de Chine et tient un crucifix pour montrer sa conversion

Shen Fuzong, ou Michel Shen Fuzong (沈福宗, 1657-2 septembre 1692) est un chinois converti au christianisme. Proche collaborateur des Jésuites, il est le premier Chinois connu qui ait fait un long séjour en Europe où il fut partout reçu avec curiosité et sympathie.

## Biographie
Shen Fuzong est le fils d'un médecin installé à Nankin. Un jésuite brabançon en mission en Chine, Philippe Couplet le convertit au catholicisme. En 1681, accompagné du jeune Chinois, le père Couplet rentre en Europe où il espère obtenir des soutiens financiers au profit de la mission et rencontrer le pape. De 1681 à 1692, Shen Fuzong voyage à travers l'Europe où il fait l'objet d'une immense curiosité. Sa courtoisie, son intelligence et grande dignité de caractère font forte impression. Aussi est-il invité dans les cours et dans la bonne société. Invitation d'autant plus facile qu'il parlait de mieux en mieux le latin, l'italien et le portugais.
Partis de Macao le 4 décembre 1681, Shen et Couplet arrivent en octobre 1682 dans les Pays-Bas méridionaux où ils rendent visite tout d'abord à la famille de Philippe Couplet dans la ville de Malines (Brabant). Ils se rendent ensuite à Rome où Couplet essaie d'obtenir l'autorisation de célébrer en Chine la messe en chinois. Il se rend ensuite en France où il est présenté au roi Louis XIV le 15 septembre 1684. Il montre comment écrire les caractères chinois et fait une démonstration de l'utilisation de baguettes pour la table.
De France il passe en Angleterre et y reste plusieurs années. Il travaille en 1687 avec l'orientaliste Thomas Hyde à l'université d'Oxford où il catalogue les livres chinois de la bibliothèque Bodléienne et annote la carte de Selden. Il rencontre le roi Jacques II qui fait faire son portrait et l'accroche dans sa chambre[réf. nécessaire].
En 1688, il embarque à Londres, toujours en compagnie de Philippe Couplet, pour Lisbonne dans le but de rentrer dans son pays natal, la Chine. Empêché de monter sur les navires portugais, Shen reste trois ans à Lisbonne où il poursuit des études qui lui permettront d'entrer dans la Compagnie de Jésus. Le Chinois obtient finalement l'autorisation de quitter le royaume du Portugal. Couplet n'est pas du voyage.
Shen meurt en mer le 2 septembre 1692, quelque part entre le cap de Bonne-Espérance et le Mozambique, probablement atteint de dysenterie.

## Autres noms
Au baptême, il reçut le prénom de Michel Alphonse. Il est aussi appelé Shen Fu-Tsung, Michael Shen, Michel Sin, Michel Chin-fo-tsoung, Michael Sinensi, Xin Fu-Tsung....